# Ніколя Шарль Серенж
Ніколя Шарль Серенж (фр. Nicolas Charles Seringe 1776–1858) — французький ботанік і лікар.

## Біографія
Ніколя Шарль Серенж народився 3 грудня 1776 року в комуні Лонжюмо департаменту Есон. Навчався медицини в Паризькому університеті, з 1796 по 1801 працював військовим лікарем у французькій армії. З 1801 року Серенж викладав французьку мову в Бернському університеті. У 1820 році він переїхав до Женеви, де й далі викладав. У 1830 році Ніколя Шарль призначений директором Ліонського ботанічного саду і професором ботаніки Університету Клода Бернара в Ліоні, де він працював до своєї смерті. У 1855 році став кавалером ордена Почесного легіону. Шарль Ніколя Серенж помер 29 вересня (за іншими даними — 29 грудня) 1858 року .
Основний гербарій Н. Ш. Серенжа зберігається в Університеті Клода Бернара в Ліоні (LY). Деякі типові зразки є в Женевському ботанічному саду (G).

## Деякі наукові роботи
- Seringe, NC (1815). Essai d'use monographie des Saules de la Suisse . 100 p.
- Seringe, NC (1818—1831). Mélanges botaniques. 2 vols.
- Seringe, NC (1830—1832). Bulletin botanique. 348 p.
- Seringe, NC; Guillard, JCA (1835). Essai des formules botaniques. 128 p.
- Seringe, NC (1841). Éléments de botanique. 268 p.
- Seringe, NC (1845—1849). Flore des jardins. 3 vols.
- Seringe, NC (1847). Flore et pomone lyonnaises. 102 p.
- Seringe, NC (1851). Flore du pharmacien. 743 p.